# Gryning över stan
Gryning över stan är det första soloalbumet av Noices sångare Hasse Carlsson, utgivet 1982. Carlsson utgav albumet kort efter sitt avhopp från Noice.

## Låtlista
1. "Sista kortet från Berlin" – 3:12
2. "Gryning över stan" – 3:55
3. "Lugn bara lugn" – 2:19
4. "Lycka till (Only You)" – 3:26
5. "Honom har jag sett förut" – 3:19
6. "Köpt kärlek" – 3:11
7. "In vino veritas" – 2:47
8. "Action, handling utan slut" – 2:56
9. "Besviken" – 2:40
10. "1000 rosor" – 3:26
11. "Det gäller bara dig" – 3:46

## Musiker
- Hasse Carlsson – sång
- Caj Högberg – basgitarr
- Peter Milefors – trummor
- Chino Mariano – gitarr
- Peter Lindroth – keyboard
- Johan Stengård – saxofon
- Jan Bråthe – trombon